# The Maytones
The Maytones, auch bekannt als The Mighty Maytones, ist ein jamaikanisches Reggae-Gesangsduo, welches zwischen den späten 1960ern und 1980 aktiv war.

## Bandgeschichte
The Maytones wurden in den späten 1960er Jahren von Vernon Buckley und Gladstone Grant gegründet, die beide in May Pen in Clarendon lebten, was auch Inspiration für den Namen der Gruppe war.
Nach der Aufnahme von zwei Rocksteady-Stücken für Studio One, die unveröffentlicht blieben, nahmen sie viel von ihrem früheren Material für Alvin Ranglin auf, wobei sie mit "Loving Reggae" und "Funny Man" lokal Erfolg hatten und veröffentlichten 1970 eine Version von Greyhound's "Black and White".
Sie hatten weitere Hits in Jamaika mit Liebesliedern wie "Preaching Love", "If Loving You Was Wrong" und "Brown Girl", bevor sie einen Roots-Reggae-Stil für Songs wie "Judas", Babylon A Fall" und "Run Babylon" annahmen.
Großen Erfolg hatten sie mit "Madness", welches erneut für Ranglin aufgenommen wurde, gefolgt von einem gleichnamigen Album.
Der Erfolg der Mighty Diamonds veranlasste die Gruppe und die Produzenten Ranglin und Clement Bushay, das Duo als die Mighty Maytones zu vermarkten.
Es folgte 1978 das Album Boat To Zion, welches die Erfolgserwartungen nicht erfüllen konnte und von den britischen Plattenfirmen nicht wahrgenommen wurde, die sonst viele jamaikanische Talente unter Vertrag nahmen.
Zum Film Rockers von 1979 steuerten die Maytones den Track "Money Worries" bei.
Als Buckley 1980 nach Kanada zog, löste sich die Band auf. Eine Wiedervereinigung fand in den 2000ern statt.
Vernon brachte das Solo-Album Raw heraus, machte Aufnahmen und Auftritte mit Bedouin Soundclash.

## Alben
- Madness (1976) Burning Sounds
- Boat to Zion (1978) Burning Sounds
- One Way (1979) GG's
- The Mighty Maytones Album Showcase (197?) Funky Hut
- Tune In and Rock (Showcase Album) Pioneer International
- Keep the Fire Burning (1980) Third World
- Only Your Picture (1984) Vista Sounds
- Madness 2 (1995) Pioneer International

Kompilationen
- Best of the Mighty Maytones (1983) Burning Sounds
- Funny Man (1990) GG's
- Brown Girl in the Ring (1995) Trojan
- Lover Man (1997) Rhino
- Loving Reggae (2001) Charly
- Their Greatest Hits (2003) Heartbeat